# 蒂里阿库尔
蒂里阿库尔（法語：Thury-Harcourt，發音：[tyʁi aʁkuʁ] ⓘ）是法国卡尔瓦多斯省的一个旧市镇，属于卡昂区。2016年1月1日，蒂里阿库尔与临近的4个市镇合并为新市镇勒奥姆（后更名为“蒂里阿库尔勒奥姆”），并成为了勒奥姆的委派市镇与政府驻地。

## 地理
蒂里阿库尔（48°59'2"N, 0°28'27"W）面积4.9 平方千米，位于法国诺曼底大区卡爾瓦多斯省，该省份为法国西北部沿海省份，北濒大西洋英吉利海峡，东北与滨海塞纳省以海上边界相接，东临厄尔省，南至奧恩省，西与芒什省接壤。
与蒂里阿库尔接壤的市镇（或旧市镇、城区）包括：克鲁瓦西耶、奥恩河畔屈尔西、埃松、圣马丹德萨朗。
蒂里阿库尔的时区为UTC+01:00、UTC+02:00（夏令时）。

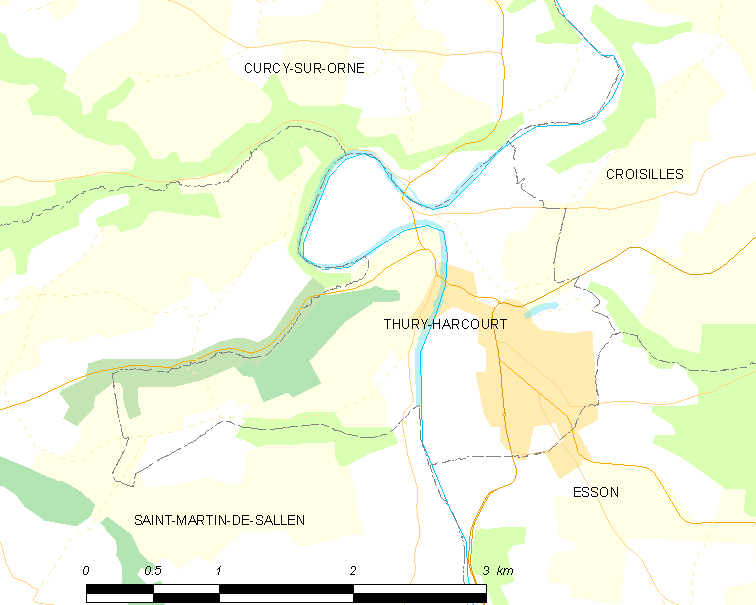
蒂里阿库尔的OSM定位图

## 行政
蒂里阿库尔的邮政编码为14220，INSEE市镇编码为14689。

## 政治
蒂里阿库尔所属的省级选区为勒奥姆县。

## 人口

1962-2008年间蒂里阿库尔人口变化图示

蒂里阿库尔于2018年1月1日时的人口数量为2027人。